# Edward Bernard Raczyński

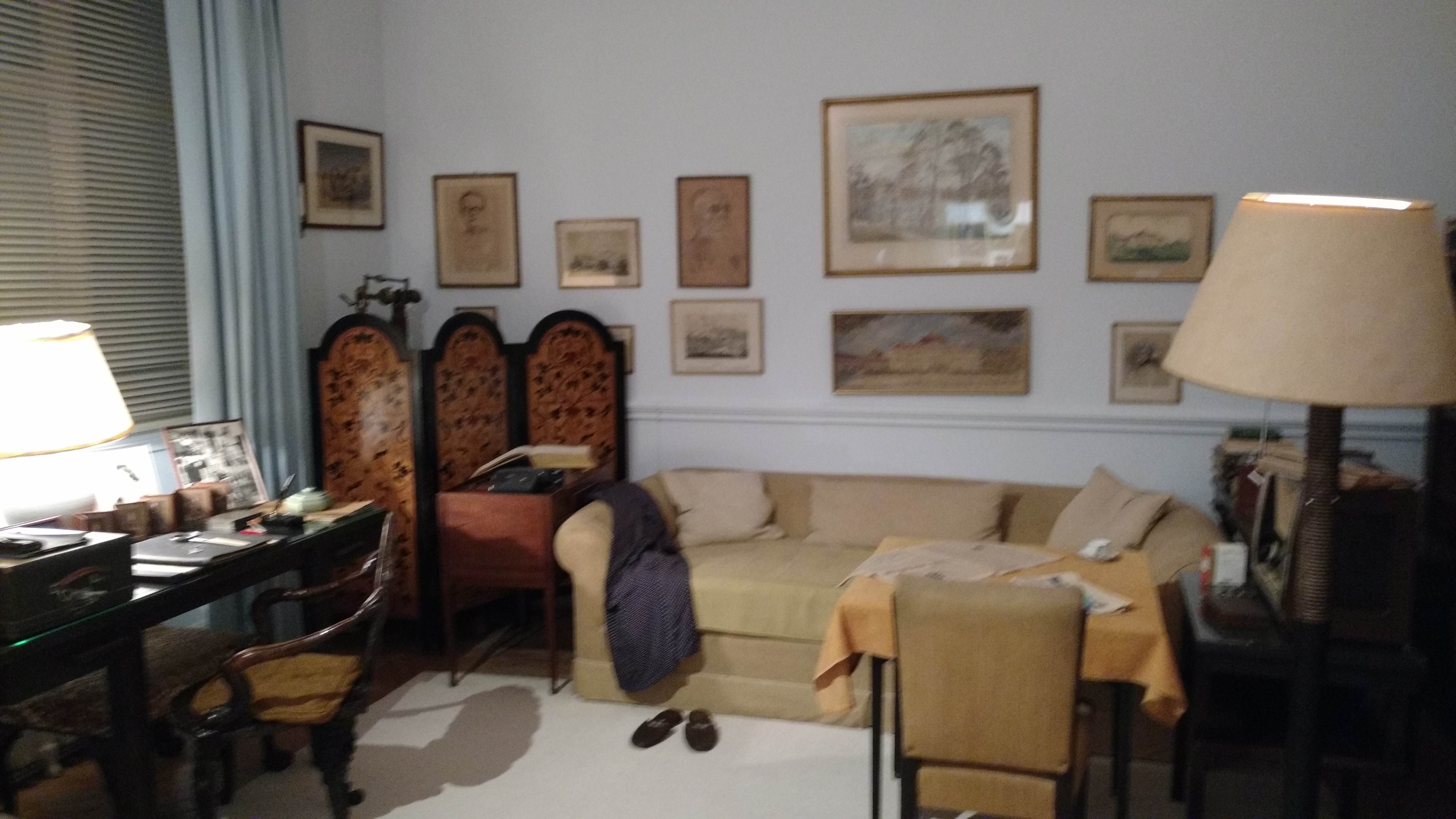
Odwzorowany tzw. gabinet londyński (wnętrze mieszkania Edwarda Bernarda Raczyńskiego w Londynie przy ulicy Lennox Gardens, gdzie mieszkał w latach 1967–1993) w pałacu w Rogalinie

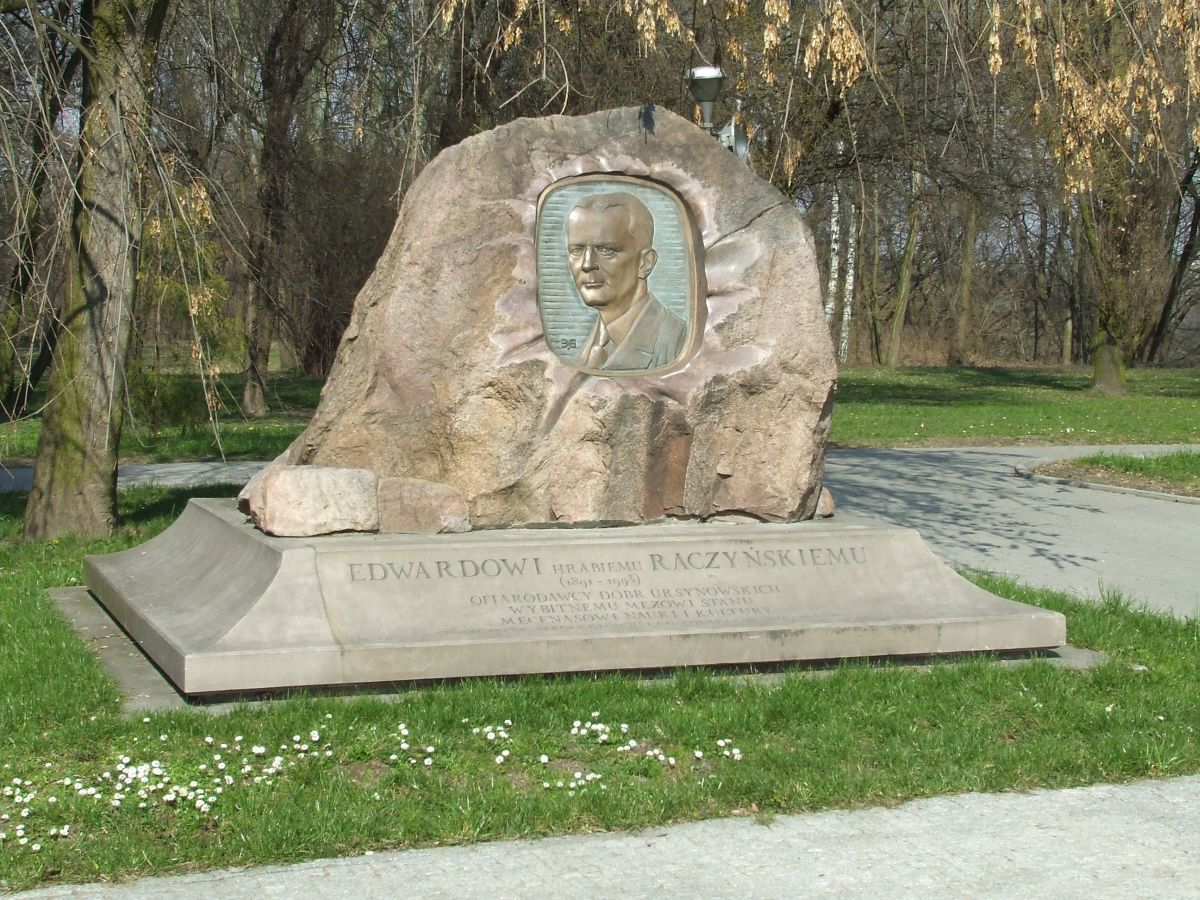
Kamień pamiątkowy przed Pałacem Ursynowskim

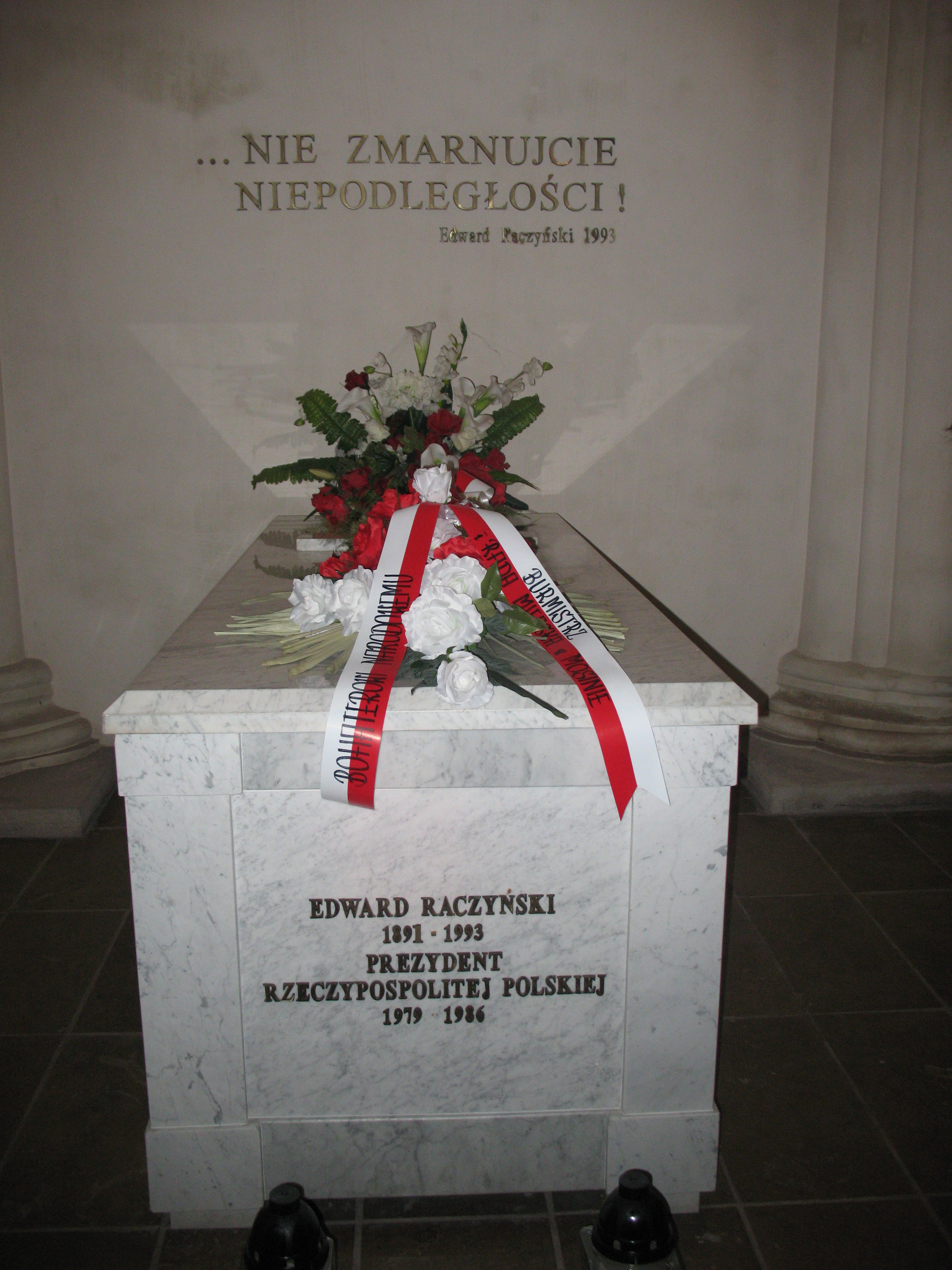
Sarkofag Edwarda Raczyńskiego w kaplicy w Rogalinie

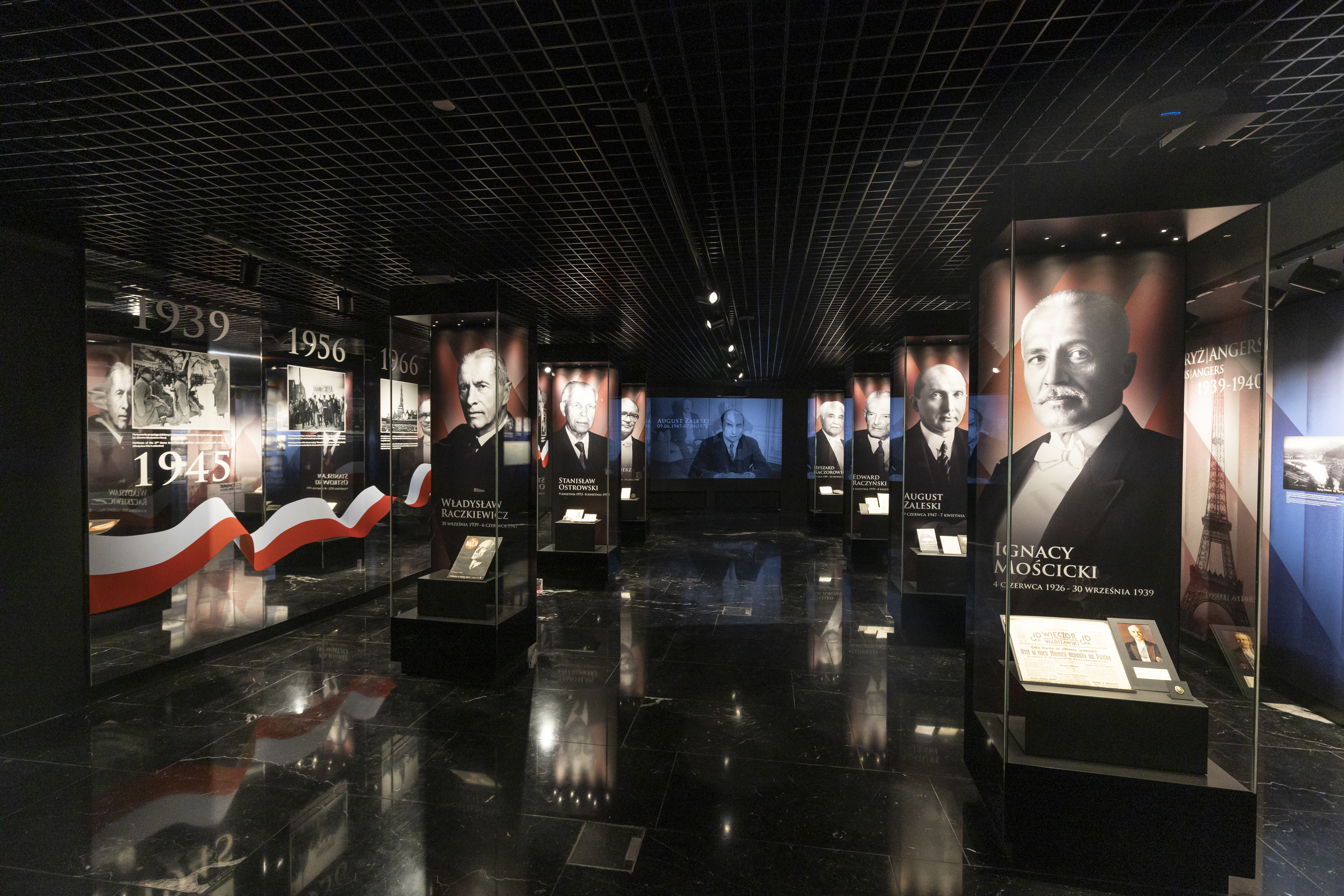
Izba Pamięci poświęcona Prezydentom RP na uchodźstwie przy Świątyni Opatrzności Bożej w Warszawie.

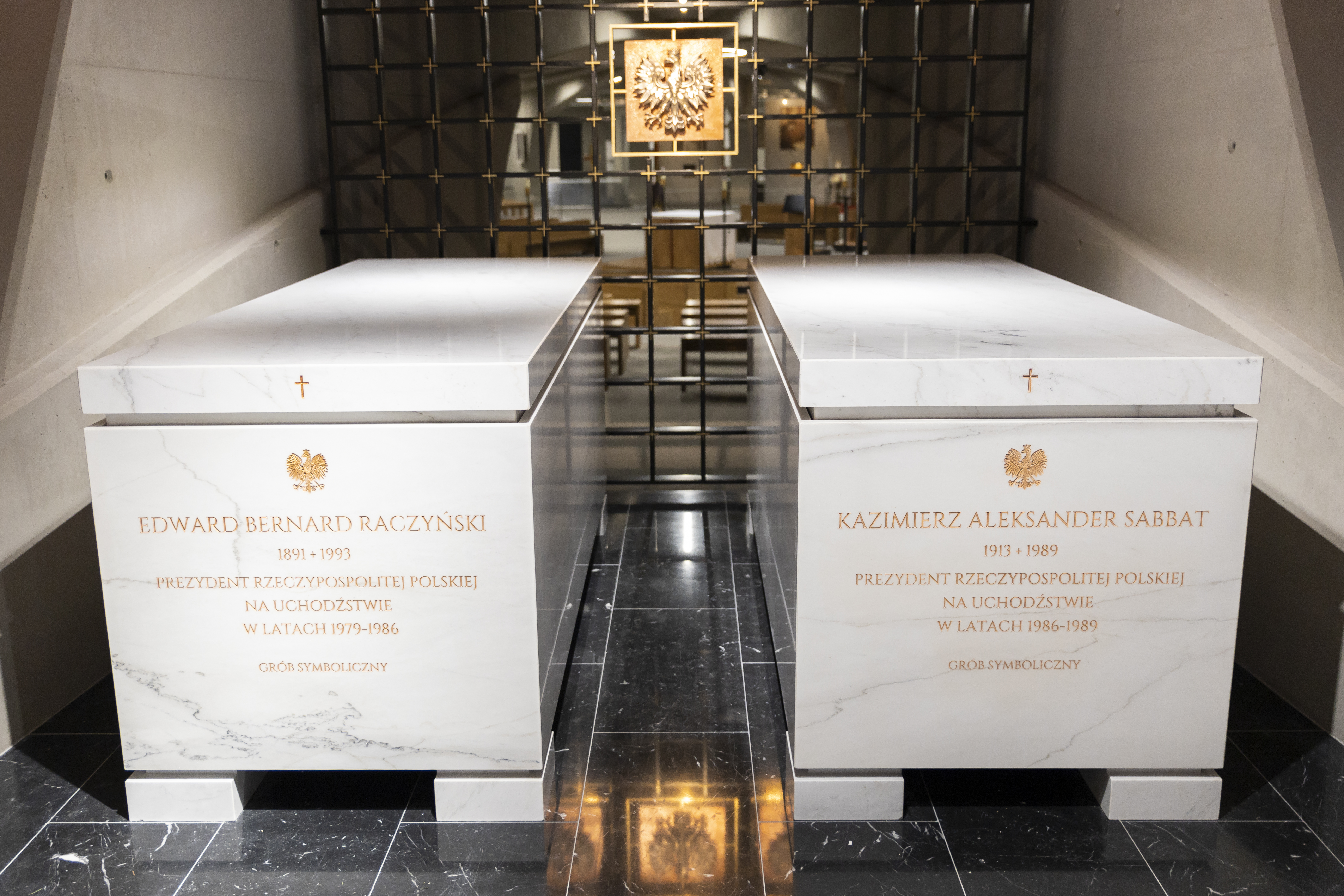
Grób symboliczny Edwarda Bernarda Raczyńskiego w Mauzoleum Prezydentów RP na uchodźstwie przy Świątyni Opatrzności Bożej w Warszawie.

Edward Bernard Raczyński (ur. 19 grudnia 1891 w Zakopanem, zm. 30 lipca 1993 w Londynie) – polski dyplomata, polityk i pisarz, w latach 1979–1986 czwarty prezydent RP na uchodźstwie.
Był zarówno najstarszym (objął urząd w wieku 87 lat, złożył urząd w wieku 95 lat), jak i najdłużej żyjącym prezydentem Polski (zmarł w wieku 101 lat i 7 miesięcy).

## Życiorys

### Młodość
Hrabia, pochodził ze znanego wielkopolskiego rodu Raczyńskich h. Nałęcz. Jego ojcem był Edward Aleksander Raczyński, a matką Róża z Potockich 1 voto Władysławowa Krasińska. Był bratem Rogera Adama Raczyńskiego oraz przyrodnim bratem Karola Rogera Raczyńskiego oraz Adama Krasińskiego, IV ordynata na Opinogórze.
Lata szkolne spędził w Krakowie, gdzie mieszkał w rezydencji „pod Baranami” w domu babci, Adamowej Potockiej. Po jej śmierci wraz z rodziną przeprowadził się na ulicę Szpitalną nieopodal teatru. Początkowe lata edukacji odbywał wraz z bratem Rogerem w domu, co było powszechnie praktykowane w sferach ziemiańskich w Polsce. Następnie (od piątej klasy) uczęszczał do II LO im. króla Jana III Sobieskiego w Krakowie.
Odbył studia prawnicze w Lipsku, studiował również w London School of Economics and Political Science, a doktorat z prawa uzyskał na Uniwersytecie Jagiellońskim.

#### Służba dyplomatyczna w II RP
W 1919 rozpoczął pracę w Ministerstwie Spraw Zagranicznych. Przebywał na placówkach dyplomatycznych: od 24 maja 1919 do 1 maja 1922 był sekretarzem I stopnia Poselstwa RP w Kopenhadze, a od 1 maja 1922 do 24 lipca 1926 był sekretarzem legacyjnym Poselstwa RP w Londynie (w tym 10 maja 1926 do końca przebywał na urlopie bezpłatnym). W okresie od 24 lipca 1926 do 7 listopada 1932 pracował w centrali MSZ w Warszawie: w Departamencie Polityczno-Ekonomicznym, jako zastępca naczelnika Wydziału Wschodniego, od 1 stycznia 1928 w randze radcy ministerstwa, od 1 maja 1931 był naczelnikiem Wydziału Ustrojów Międzynarodowych. Od 8 listopada 1932 pracował w Delegacji RP przy Lidze Narodów w Genewie jako poseł nadzwyczajny i minister pełnomocny III klasy oraz p.o. delegata RP. Od 1 listopada 1934 był ambasadorem RP w Londynie. Urząd sprawował przez dwie kadencje, aż do cofnięcia uznania rządowi RP na uchodźstwie przez rząd brytyjski (5 lipca 1945). W imieniu rządu polskiego podpisywał polsko-brytyjski układ sojuszniczy. Po agresji ZSRR na Polskę z 17 września 1939 ogłosił w tej sprawie stosowny komunikat, wyliczający złamane przy tym układy, jak protokół Litwinowa, pakt o nieagresji między Polską a ZSRR (1932) i konwencję o określeniu napaści (1933).

### II wojna światowa

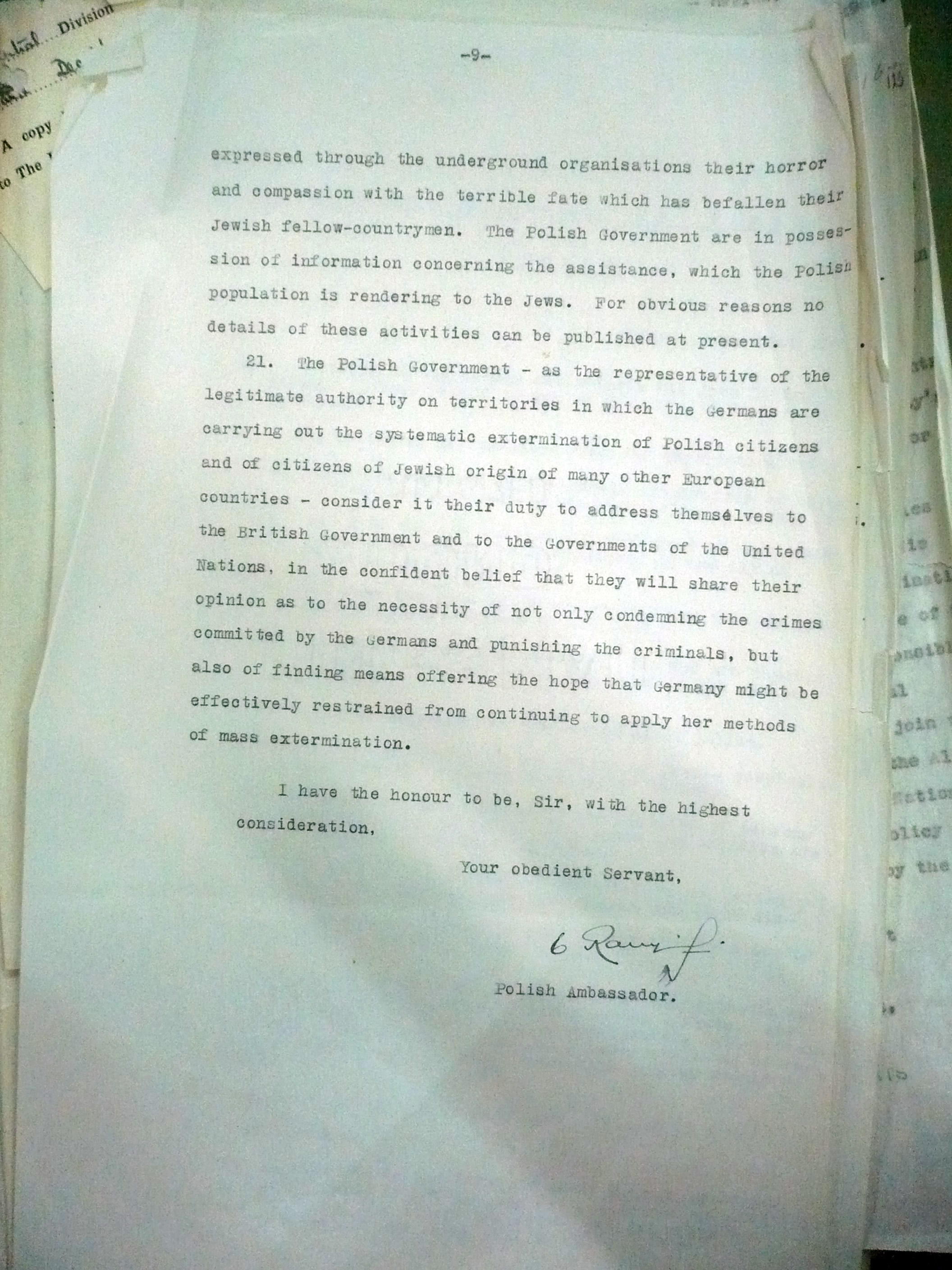
Ostatnia strona „Noty Raczyńskiego” – oficjalna nota do Anthony’ego Edena (10 grudnia 1942)

W latach 1941–1943 był ministrem spraw zagranicznych. W oparciu o dokumenty przywiezione w postaci mikrofilmów do Londynu przez kuriera Jana Karskiego i potwierdzone jego świadectwem, Edward Raczyński przygotował i 10 grudnia 1942 przedstawił aliantom szczegółowy raport o Holokauście, który został wystosowany jako oficjalna nota Rządu RP na uchodźstwie skierowana do rządów krajów będących sygnatariuszami Deklaracji Narodów Zjednoczonych. Nota Raczyńskiego była pierwszym na świecie oficjalnym raportem na temat Holocaustu informującym o nim światową opinię publiczną. Raczyński osobiście redagował również oświadczenie rządu po odkryciu w 1943 grobów w Katyniu oraz wysłał prośbę do Międzynarodowego Czerwonego Krzyża o wyjaśnienie zbrodni.

### Okres powojenny

#### Rada Trzech
Po wojnie był organizatorem oraz członkiem (wspólnie z Władysławem Andersem i Tomaszem Arciszewskim) Rady Trzech. Powstała ona w 1954 na skutek opozycji wobec Augusta Zaleskiego, który nie chciał ustąpić z funkcji prezydenta po zakończeniu konstytucyjnej siedmioletniej kadencji.
Rada Trzech rozwiązała się w kwietniu 1972 po śmierci Augusta Zaleskiego, uznając za prezydenta wskazanego przez niego na następcę Stanisława Ostrowskiego. Jej skład zmieniał się sześciokrotnie, jednak stałym jej członkiem był Edward Raczyński. Podpisał list pisarzy polskich na Obczyźnie, solidaryzujących się z sygnatariuszami protestu przeciwko zmianom w Konstytucji Polskiej Rzeczypospolitej Ludowej (List 59). Laureat Nagrody Związku Pisarzy Polskich na Obczyźnie w 1964 roku.

#### Działalność po prezydenturze
Po upływie 7-letniej kadencji prezydenckiej 1979–1986 ustąpił, zgodnie z wcześniejszą zapowiedzią, jak jego poprzednik ze stanowiska głowy państwa, a jego miejsce zajął Kazimierz Sabbat.
Autor wspomnień W sojuszniczym Londynie (Londyn 1974) oraz książki Czas wielkich zmian. Rozmowy przeprowadzone przez Krzysztofa Muszkowskiego (ISBN 2-85316-064-5, Paryż 1990).
Założył pod koniec 1990 roku Fundację im. Raczyńskich w Poznaniu i przekazał jej pałac i park w Rogalinie, Galerię Rogalińską przy Muzeum Narodowym, której pozostawał faktycznym właścicielem, oraz przysługujące mu prawa do majątku ziemskiego otaczającego pałacu i parku rogalińskiego. W skład galerii weszło, m.in. przeszło 300 obrazów, rzeźby i różne przedmioty artystyczne. Pałac i park w Rogalin zostały we władaniu Muzeum Narodowego w Poznaniu. Do tej pory, Fundacja, wbrew woli Fundatora, nie mogła odzyskać na własność majątku rolnego, które dalej musi wydzierżawiać, by spełnić swój cel statutowy ochrony jednego z najpiękniejszych krajobrazów Wielkopolski.
18 grudnia 1990 uchwałą Rady Miasta Poznania otrzymał tytuł Honorowego Obywatela Miasta Poznania.
Edward Raczyński został pochowany w kaplicy w Rogalinie.

## Upamiętnienie
W 2008 r. Poczta Polska wyemitowała w nakładzie 600 tys. sztuk należący do serii „Prezydenci Rzeczypospolitej Polskiej na uchodźstwie” znaczek pocztowy o nominale 1,45 zł upamiętniający Edwarda Raczyńskiego. Po raz kolejny Edward Raczyński został upamiętniony na wydanym w 2020 r. w nakładzie 120 tys. sztuk znaczku pocztowym z serii „Polacy ratujący Żydów” o nominale 3,30 zł.
Od grudnia 2015 roku jego portret wraz z portretami pozostałych Prezydentów RP na uchodźstwie wisi na honorowym miejscu w holu ambasady RP w Londynie.
Od 12 listopada 2022 roku ma symboliczny grób w Mauzoleum Prezydentów RP na Uchodźstwie pośród innych prezydentów RP na uchodźstwie – Władysława Raczkiewicza, Augusta Zaleskiego, Stanisława Ostrowskiego i Ryszarda Kaczorowskiego. Został również upamiętniony w Izbie Pamięci powstałej przy samym mauzoleum w Świątyni Opatrzności Bożej w Warszawie. Izba poświęcona Prezydentom RP na uchodźstwie została zaprojektowana przez Instytutu Pamięci Narodowej oraz Fundację „Pomoc Polakom na Wschodzie”. Projekt został sfinansowany ze środków Kancelarii Premiera.

## Ordery i odznaczenia
- Order Orła Białego (8 kwietnia 1979)[19]
- Wielka Wstęga Orderu Odrodzenia Polski (8 kwietnia 1979)[20][21]
- Krzyż Komandorski z Gwiazdą Orderu Odrodzenia Polski (11 listopada 1937)[22]
- Krzyż Komandorski Orderu Odrodzenia Polski (10 listopada 1933)[23][24]
- Krzyż Oficerski Orderu Odrodzenia Polski[3]
- Krzyż Kawalerski Orderu Odrodzenia Polski (2 maja 1923)[23][25][26]
- Krzyż Wielki Orderu Zasługi Rzeczypospolitej Polskiej (1991)[27]
- Medal Dziesięciolecia Odzyskanej Niepodległości (1928)[23]
- Medal Srebrnego Jubileuszu Króla Jerzego V (Wielka Brytania, 1935)[28]
- Krzyż Wielki Orderu Imperium Brytyjskiego (Wielka Brytania, 1991)[21][29][30]
- Krzyż Wielki Orderu Piusa IX (Stolica Apostolska, 1991)[29][21]
- Krzyż Wielki Orderu Korony Rumunii (Rumunia, 1933)[23][29]
- Krzyż Kawalerski Orderu Danebroga (Dania)[23]
- Krzyż Komandorski Orderu Gwiazdy Rumunii (Rumunia)[23]
- Krzyż Komandorski Orderu Trzech Gwiazd (Łotwa)[23]
- Wielka Wstęga Orderu Gwiazdy (Afganistan)[31]

## Życie prywatne

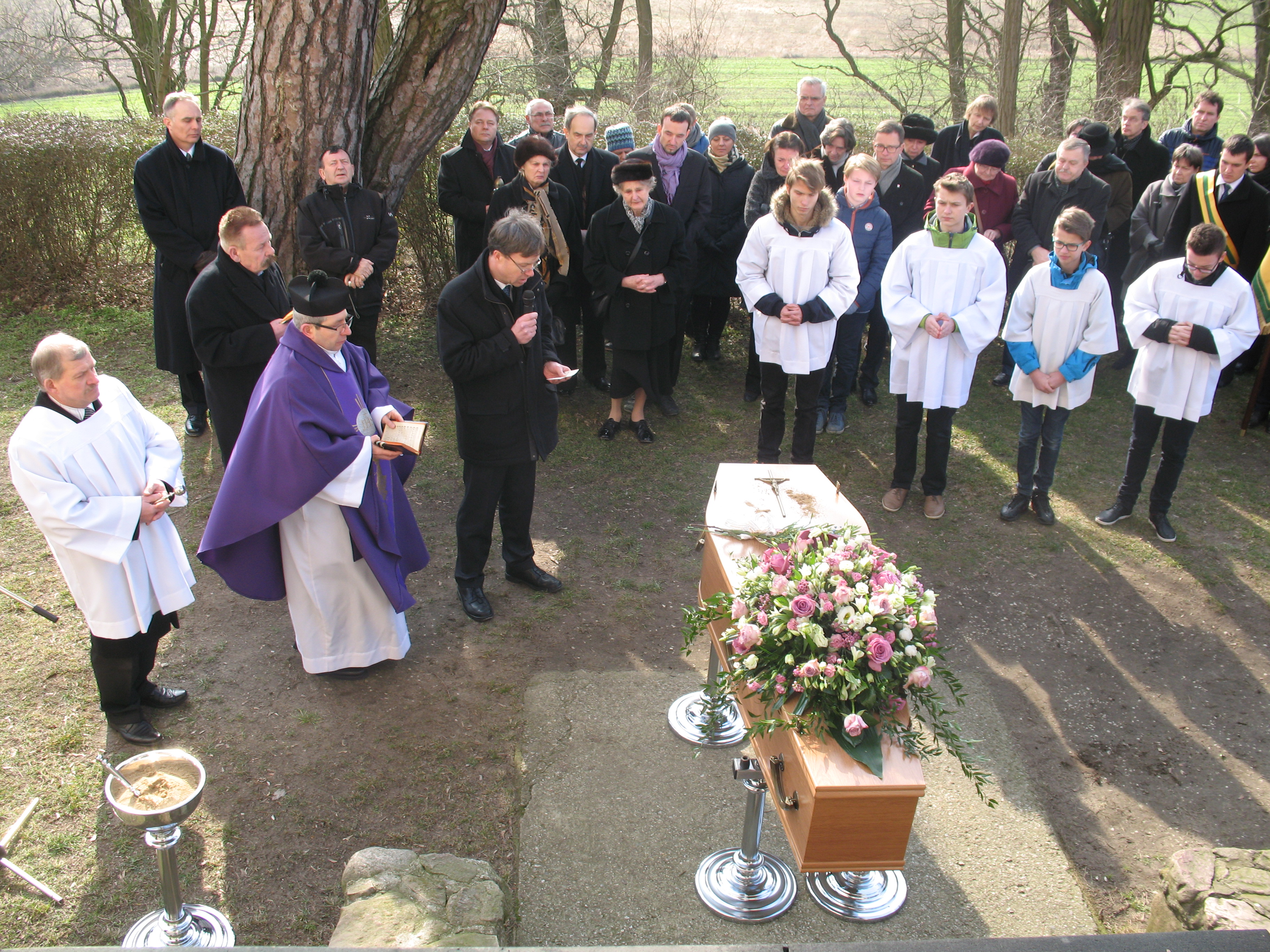
Pogrzeb Wandy z Raczyńskich Dembińskiej w Rogalinie, 27 lutego 2016 r.

Był trzykrotnie żonaty. Pierwszą jego żoną była poślubiona w Londynie w 1925 Lady Joyous Markham (1902–1931).
Drugą żoną była poślubiona w 1932 w Rogalinie Cecylia Jaroszyńska (1906–1962), z którą doczekał się trzech córek:
1. Wandy (1933–2016[32]) zamężnej z Ryszardem Dembińskim, który był prezesem Instytutu Polskiego w Londynie
2. Viridianny (ur. 1935) zamężnej z hr. Ksawerym Reyem
3. Katarzyny (ur. 1939)

Córką naturalną Edwarda Raczyńskiego ze związku z Katarzyną Zamoyską była również Elżbieta Zofia Baworowska.
W 1991 w Londynie poślubił Anielę Mieczysławską z domu Lilpop (ur. 27 maja 1910 w Warszawie, zm. 14 października 1998 w Londynie), córkę znanego warszawskiego architekta Franciszka Lilpopa. Była ona wówczas już od 30 lat jego partnerką życiową. Ślub kościelny umożliwiła śmierć pierwszego męża Anieli, Witolda Mieczysławskiego.
Ponieważ ani jego bratankowie, ani on nie zostawili męskich potomków, był ostatnim męskim przedstawicielem polskiej linii Raczyńskich.

## Film
Edward Bernard Raczyński występuje w polskim filmie historycznym Katastrofa w Gibraltarze w reżyserii Bohdana Poręby. W jego postać wcielił się Stanisław Mikulski.